# Мартіерреро
Мартіерреро (ісп. Martiherrero) — муніципалітет в Іспанії, у складі автономної спільноти Кастилія-і-Леон, у провінції Авіла. Населення — 297 осіб (2010).
Муніципалітет розташований на відстані близько 100 км на захід від Мадрида, 9 км на північний захід від Авіли.

## Демографія
Динаміка населення (INE ):